# Londonderry, New Hampshire
Londonderry är en kommun (town) i Rockingham County, New Hampshire, USA som hade 24 129 invånare år 2010. 